# Kądzielna (góra)
Kądzielna – graniczny szczyt o wysokości 827 m n.p.m. w Górach Złotych, w Sudetach Wschodnich.
Szczyt położony jest w środkowej części granicznego grzbietu Gór Złotych. Wznosi się w postaci niewielkiej kopki pomiędzy Kobylą Kopą na południowym wschodzie i Trawieńską Górą na północnym zachodzie. Pomiędzy Kądzielną i Kobylą Kopą znajduje się płytka przełęcz bez nazwy. Góra zbudowana jest z gnejsów gierałtowskich, tworzących niewielkie skałki i w całości porasta ją las świerkowy regla dolnego. 

## Szlaki turystyczne
Zachodnim stokiem Kądzielnej przechodzi szlak turystyczny:
- zielony, z Zamku Karpień na Przełęcz Lądecką.